# Rob Koll
Rob Koll – amerykański zapaśnik walczący w stylu wolnym. Zajął piąte miejsce na mistrzostwach świata w 1990. Mistrz panamerykański w 1989. Pierwszy w Pucharze Świata w 1993; drugi w 1992; trzeci w 1990 i piąty w 1991 roku.
Zawodnik State College i University of North Carolina at Chapel Hill. Cztery razy All American (1985-1988) w NCAA Division I, pierwszy w 1988 roku.
Trzy tytuły w Atlantic Coast Conference, znakomity trener.
Jego ojciec Bill Koll był również zapaśnikiem, olimpijczykiem z Londynu 1948.